# Stranorlar
Stranorlar el. Ballybofey-Stranorlar (Irsk: Bealach Féich  & Srath an Urláir x) er to sammenvoksede irske småbyer (Ballybofey og Stranorlar) i County Donegal i provinsen Ulster, i den nordlige del af Republikken Irland med en befolkning (inkl. opland) på 4.176 indb i 2006 (3.603 i 2002) 